# Авл Постумий Альбин Луск
Авл Постумий Альбин Луск (лат. Aulus Postumius Albinus Luscus) — римский военачальник и политический деятель из патрицианского рода Постумиев, консул 180 года до н. э., цензор 174 года до н. э.

## Происхождение
Авл Постумий принадлежал к одному из знатнейших патрицианских родов Рима, упоминающемуся в источниках, начиная с первого десятилетия Римской республики. Капитолийские фасты сообщают, что отец и дед Авла Постумия носили тот же преномен; предположительно Авл-дед — это консул 242 года до н. э. Авл Постумий Альбин. Младшими братьями Авла-внука были Спурий Постумий Альбин Павлул и Луций Постумий Альбин, консулы 174 и 173 годов до н. э. соответственно. Ещё один Спурий Постумий Альбин, консул 186 года до н. э., приходился Авлу двоюродным братом.
Помимо когномена Альбин (Albinus) Авл Постумий носил ещё и личное прозвище Луск (Luscus), «кривой». Это прозвище фигурирует только у Тита Ливия.

## Биография
Первое упоминание об Авле Постумии относится предположительно к 191 году до н. э. В начале войны с Антиохом III и этолийцами, согласно Ливию, некто Авл Постумий управлял островом Кефалления и направил на помощь легату Гнею Октавию воинский отряд и несколько кораблей. Этого военачальника антиковеды идентифицируют как Альбина Луска; предположительно он прошёл всю Антиохову войну. По её окончании, в 187 году до н. э., Авл Постумий совместно с Публием Корнелием Цетегом занимал должность курульного эдила. Известно, что во время Римских игр этого года мачта в цирке упала на изваяние богини Поллентии, и это было сочтено дурным предзнаменованием. Поэтому игры были продлены на один день, а вместо поверженной статуи поставили две новых.
В следующем году благодаря содействия своего кузена Спурия Постумия, руководившего в качестве консула выборами магистратов, Авл Постумий был избран претором; его коллегами стали всё тот же Публий Корнелий Цетег и сородич, Луций Постумий Темпсан. О деятельности преторов 185 года до н. э. источники ничего не сообщают.
В 180 году до н. э. Альбин Луск стал консулом; его коллегами-плебеями были сначала Гай Кальпурний Пизон, а после смерти последнего — Квинт Фульвий Флакк. Провинцией Авла Постумия стала Лигурия, но он слишком задержался в Риме из-за дополнительных выборов, а потому проконсулы успели одержать решающую победу над местными племенами до его прибытия. Альбин Луск всё же смог подчинить ряд горных и приморских племён.
В 176 году до н. э. Альбин Луск встал во главе посольства, направленного на Балканы. Племя дарданов попросило у Рима помощи против бастарнов и царя Македонии Персея, и сенат решил изучить обстановку в этом регионе. Вернувшись в начале 175 года до н. э., послы подтвердили, что в Дардании идёт полномасштабная война.
Вершиной карьеры Авла Постумия стала цензура 174 года до н. э. Совместно со своим коллегой Квинтом Фульвием Флакком (кузеном коллеги по консулату) Альбин Луск исключил из сената девять нобилей, включая сына Сципиона Африканского и родного брата Флакка; список сенаторов возглавил Марк Эмилий Лепид. Цензоры впервые сдали подряды на мощение римских улиц и на укрепление крупным песком дорожных обочин за городом, построили ряд мостов и сцену, вымостили булыжником склон Капитолия, рынок за Тройными воротами и несколько портиков.
После смерти Луция Корнелия Лентула в 173 году до н. э. Авл Постумий занял его место в коллегии децемвиров священнодействий. В 171 году до н. э., когда началась Третья Македонская война, Альбин Луск возглавлял посольство на Крит, целью которого было добиться вспомогательных войск для римской армии; оба его братья с аналогичными миссиями отправились в Африку и Азию. После разгрома царя Персея Авл Постумий вошёл в состав комиссии, которая совместно с Луцием Эмилием Павлом организовала послевоенный порядок в Македонии и Греции (167 год до н. э.). На тот момент Альбин Луск был по своему положению и влиянию наиболее выдающимся политиком Рима после Марка Эмилия Лепида.

## Потомки
Сыном Авла Постумия был консул 151 года до н. э. Авл Постумий Альбин.